# 香月日輪
香月日輪（日语：／ Kōduki Hinowa，1963年8月18日—2014年12月19日），日本女性小說家。出身於和歌山縣田邊市。本名：杉野 史乃。

## 人物
- 1995年，以《地獄堂靈界通信 惡童，膽小的幽靈！》獲得（POPLAR社（日语：ポプラ社））第28屆日本兒童文學者協會新人獎（日语：日本児童文学者協会新人賞）[3]。
- 2004年，以《妖怪公寓的優雅日常》獲得（講談社）產經兒童出版文化獎（日语：産経児童出版文化賞）富士電視台獎[4]。
- 2014年12月19日去世，享年51歲[5]。

## 作品列表

### 單行本初版作品
- 妖怪公寓的優雅日常（講談社〈YA！ENTERTAINMENT（日语：YA!ENTERTAINMENT）〉，全11冊（1～10、外傳）／〈講談社文庫（日语：講談社文庫）〉，全11冊（1～10、外傳））
- 地獄堂靈界通信（日语：地獄堂霊界通信）（POPLAR社（日语：ポプラ社），全16冊／〈講談社小說（日语：講談社ノベルス）〉，全8冊／〈青鳥文庫（日语：青い鳥文庫）〉，全2冊／〈講談社文庫〉，全8冊）
- （POPLAR社，全3冊／〈德間文庫〉，全1冊）
- （講談社〈YA！ENTERTAINMENT〉，全6冊（5是分成上下冊）／全6冊（5是分成上下冊））
- 大江戶妖怪瓦版（日语：大江戸妖怪かわら版）（理論社，全7冊／〈講談社文庫〉，全7冊）
- 下町不可思議町物語（日语：下町不思議町物語）（岩崎書店〈YA！Frontier〉，全1冊／〈新潮文庫（日语：新潮文庫）〉，全1冊）
- 貓又的老婆婆與異次元森林（POPLAR怪談俱樂部，全1冊／〈角川翼文庫（日语：角川つばさ文庫）〉，全1冊[a]／〈角川文庫〉，全1冊[a]）
- 前方就是危險地帶（POPLAR社〈for Boys and Girls〉，全1冊／〈新潮文庫〉，全1冊[b]）
- （POPLAR社，1冊）—與其他作家的選集。

### 文庫版初版作品
- 我與爺爺與魔法塔（日语：僕とおじいちゃんと魔法の塔）（〈角川文庫〉，全6冊／〈角川翼文庫（日语：角川つばさ文庫）〉，全1冊）
- 全裸男與柴犬男（〈講談社X文庫White Heart（日语：講談社X文庫ホワイトハート）〉，全2冊）
- 櫻大的不可思議森林（〈德間文庫〉，全1冊）

### 未收錄作品
- （《Challenge Kids》刊載）

## 腳註

## 関連項目
- 日本小說家列表（日语：日本の小説家一覧）
- 奇幻作家列表（日语：ファンタジー作家一覧）
- 輕小說作家列表（日语：ライトノベル作家一覧）

## 外部連結
- （日語）—香月日輪的官方個人網站。
- 香月日輪Online（講談社作品情報官方網站） （页面存档备份，存于） （日語）